# Deelnemers UEFA-toernooien Liechtenstein
Onderstaande tabel bevat de deelnemers aan de UEFA-toernooien uit  Liechtenstein.
Liechtenstein kent geen nationale competitie (de clubs spelen in het Zwitserse competitiesysteem), alleen het nationale bekertoernooi waaraan meerdere elftallen van de zeven clubs in Liechtenstein aan deel kunnen nemen. Alleen deze bekerwinnaar mag in Europees verband uitkomen.

## Mannen
NB Klikken op de clubnaam geeft een link naar het Wikipedia-artikel over het betreffende toernooi in het betreffende seizoen.
| Seizoen | Europacup II             |
| ------- | ------------------------ |
| 1992/93 | FC Vaduz                 |
| 1993/94 | FC Balzers               |
| 1994/95 | FC Schaan                |
| 1995/96 | FC Vaduz                 |
| 1996/97 | FC Vaduz                 |
| 1997/98 | FC Balzers               |
| 1998/99 | FC Vaduz                 |
| Seizoen | UEFA Cup                 |
| 1999/00 | FC Vaduz                 |
| 2000/01 | FC Vaduz                 |
| 2001/02 | FC Vaduz                 |
| 2002/03 | FC Vaduz                 |
| 2003/04 | FC Vaduz                 |
| 2004/05 | FC Vaduz                 |
| 2005/06 | FC Vaduz                 |
| 2006/07 | FC Vaduz                 |
| 2007/08 | FC Vaduz                 |
| 2008/09 | FC Vaduz                 |
| Seizoen | Europa League            |
| 2009/10 | FC Vaduz                 |
| 2010/11 | FC Vaduz                 |
| 2011/12 | FC Vaduz                 |
| 2012/13 | USV Eschen/Mauren        |
| 2013/14 | FC Vaduz                 |
| 2014/15 | FC Vaduz                 |
| 2015/16 | FC Vaduz                 |
| 2016/17 | FC Vaduz                 |
| 2017/18 | FC Vaduz                 |
| 2018/19 | FC Vaduz                 |
| 2019/20 | FC Vaduz                 |
| 2020/21 | FC Vaduz                 |
| Seizoen | Europa Conference League |
| 2021/22 | FC Vaduz                 |

### Deelnames
26x FC Vaduz
02x FC Balzers
01x FC Schaan
01x USV Eschen/Mauren
Albanië ·
Andorra ·
Armenië ·
Azerbeidzjan ·
België ·
Bosnië en Herzegovina ·
Bulgarije ·
Cyprus ·
Denemarken ·
Duitsland ·
Engeland ·
Estland ·
Faeröer ·
Finland ·
Frankrijk ·
Georgië ·
Gibraltar ·
Griekenland ·
Hongarije ·
Ierland ·
IJsland ·
Israël ·
Italië ·
Kazachstan ·
Kroatië ·
Kosovo ·
Letland ·
Liechtenstein ·
Litouwen ·
Luxemburg ·
Malta ·
Moldavië ·
Montenegro ·
Nederland ·
Noord-Ierland ·
Noord-Macedonië ·
Noorwegen ·
Oekraïne ·
Oostenrijk ·
Polen ·
Portugal ·
Roemenië ·
Rusland ·
San Marino ·
Schotland ·
Servië ·
Slovenië ·
Slowakije ·
Spanje ·
Tsjechië ·
Turkije ·
Wales ·
Wit-Rusland ·
Zweden ·
Zwitserland

Historie:
DDR ·
Joegoslavië ·
Saarland ·
Sovjet-Unie ·
Tsjecho-Slowakije